# John Philip Sousa
John Philip Sousa of John Philip de Sousa (Washington D.C., 6 november 1854 — Reading (Pennsylvania), 6 maart 1932), ook bekend als The March King, is waarschijnlijk de bekendste dirigent, trombonist en componist in de geschiedenis van de marsmuziek. Sousa's naam leeft voort in de sousafoon.

## Levensloop
Sousa werd geboren als het derde van tien kinderen van het echtpaar John Antonio Sousa (geboren in Spanje uit Portugese ouders) en Maria Elisabeth Trinkhaus (geboren in Beieren). John Philips vader was trombonist in de United States Marine Band "The President's Own" in Washington D.C.. Hij groeide op te midden van militaire muziek. Op 6-jarige leeftijd kreeg hij lessen voor zang, viool, piano, dwarsfluit, cornet, bariton/eufonium, trombone en althoorn.
Op 13-jarige leeftijd plaatste zijn vader hem als instrumentalist in de United States Marine Band "The President's Own". In 1872 publiceerde hij zijn eerste compositie, Moonlight on the Potomac Waltzes. In 1875 stopte hij met zijn werk bij de Mariniers en speelde voortaan viool in verschillende orkesten, die hij ook dirigeerde. Hij dirigeerde de operette van Sir Arthur Seymour Sullivan en William Schwenck Gilbert Her Majesty's Ship (HMS) Pinafore in een theater op Broadway.
Op 30 december 1879 huwde hij met Jane van Middlesworth Bellis, die hij bij de repetities in februari van hetzelfde jaar had leren kennen.
In 1880 ging hij naar Washington D.C. terug en werd dirigent van de United States Marine Band "The President's Own". Hij blijft dirigent van dit prestigieus militair orkest tot 1892, tijdens de regering van de Amerikaanse Presidenten Rutherford B. Hayes, James Garfield, Grover Cleveland, Chester A. Arthur en Benjamin Harrison. Na twee succesrijke concerttournees in 1891 en 1892 besloot hij een eigen civiel harmonieorkest op te richten en te organiseren.
Het eerste concert van deze eerste Sousa's New Marine Band vond plaats op 26 september 1892 in de Stillman Music Hall in Plainfield, New Jersey. Naar dit harmonieorkest waren 19 leden van het orkest van Patrick Gilmore, die twee dagen tevoren in St. Louis overleden was, overgestapt. Onder deze leden was ook de solocornettist Herbert L. Clarke en de saxofonist E. A. Lefebre.
In 1882 ging zijn eerste operette in première The Smugglers. In 1896 componeerde hij dé Amerikaanse mars The Stars and Stripes Forever. In 1900 en 1901 volgden zeer succesrijke concertreizen door Europa, en ook in 1905 was hij in Europa op tournee. In 1910 maakte hij zelfs een wereldtournee: New York, Verenigd Koninkrijk, Canarische Eilanden, Zuid-Afrika, Australië, Nieuw-Zeeland, Fiji-eilanden, Hawaï en Canada.
Om de Europese tour van Sousa beter te promoten, verspreidde zijn agent het gerucht dat Sousa een emigrant uit het respectievelijke gastland zou zijn. De naam Sousa zou afkomstig zijn van de afkorting S. O. USA op zijn koffer tijdens de emigratie. Hiervan stonden de eerste twee letters voor zijn naam (in Duitsland bijvoorbeeld "Sigmund Ochs"), gevolgd door de afkorting van het land van bestemming. Het gerucht is, hoewel onjuist, nog steeds wijdverspreid.
In de tijd na de Eerste Wereldoorlog ging hij weer met zijn harmonieorkest op tournee. In deze tijd werd hij ook met vele prijzen en onderscheidingen overladen. Hij zet zich zeer in voor de auteursrechten. In 1932 overleed hij tijdens een repetitie met de Ringgold Band in Reading (Pennsylvania).

## Composities

### Werken voor harmonieorkest

#### Marsen
- 1873 Review, op. 5
- 1873 Salutation (verdwenen, mogelijk dat hij (1880) als "Recognition March" publiceerd werd)
- 1875 The Phoenix March
- 1876 Revival March
- 1876 The Honored Dead
- 1877 Across the Danube, op. 36
- 1878 Esprit de Corps
- 1879 Globe and Eagle
- 1879 On the Tramp
- 1879 Resumption March
- 1880 Our Flirtation
- 1880 Recognition March
- 1881 Guide Right
- 1881 In Memoriam (Garfield's Funeral March)
- 1881 President Garfield's Inauguration March, op. 131
- 1881 Right Forward
- 1881 Yorktown Centennial
- 1882 Congress Hall
- 1883 Bonnie Annie Laurie
- 1883 Mother Goose
- 1883 Pet of the Petticoats
- 1883 Right-Left
- 1883 Transit of Venus March[2]
- 1884 The White Plume
- 1885 Mikado March
- 1885 Mother Hubbard March
- 1885 Sound Off
- 1885 Triumph of Time
- 1886 The Gladiator
- 1886 The Rifle Regiment
- 1887 The Occidental
- 1888 Ben Bolt
- 1888 National Fencibles
- 1888 Semper Fidelis[3]
- 1888 The Crusader
- 1889 The Picadore
- 1889 The Quilting Party March
- 1889 The Thunderer
- 1889 The Washington Post March
- 1890 Corcoran Cadets
- 1890 The High School Cadets[4]
- 1890 The Loyal Legion
- 1891-1892 Homeward Bound
- 1891 The Wolverine March
- 1892 March of the Royal Trumpets

- 1892 On Parade (The Lion Tamer)
- 1892 The Belle of Chicago
- 1892 The Triton
- 1893 The Liberty Bell
- 1893 Manhattan Beach March[5]
- 1893 The Beau Ideal
- 1894 The Directorate
- 1895 King Cotton[6]
- 1896 The Stars and Stripes Forever
- 1896 El Capitan, mars
- 1897 The Bride Elect, mars
- 1898 The Charlatan, mars
- 1899 Hands Across the Sea
- 1899 The Man Behind the Gun
- 1900 Hail to the Spirit of Liberty
- 1901 The Invincible Eagle[7]
- 1901 The Pride of Pittsburgh (Homage to Pittsburgh)
- 1902 Imperial Edward
- 1903 Jack Tar
- 1904 The Diplomat
- 1906 The Free Lance
- 1907 Powhattan's Daughter
- 1908 The Fairest of the Fair
- 1909 The Glory of the Yankee Navy
- 1910 The Federal
- 1913 From Maine to Oregon
- 1914 Columbia's Pride
- 1914 The Lambs' March
- 1915 Pathfinder of Panama[8]
- 1915 The New York Hippodrome
- 1916 Boy Scouts of America
- 1916 America First
- 1916 March of the Pan Americans
- 1917 Liberty Loan
- 1917 The Naval Reserve
- 1917 The White Rose
- 1917 U.S. Field Artillery
- 1917 Wisconsin Forward Forever
- 1918 Anchor and Star
- 1918 Flags of Freedom
- 1918 Sabre and Spurs
- 1918 Solid Men to the Front
- 1918 The Chantyman's March
- 1918 The Volunteers
- 1918 USAAC March
- 1918 Wedding March

- 1919 Bullets and Bayonets
- 1919 The Golden Star
- 1920 Comrades of the Legion
- 1920 On the Campus
- 1920 Who's Who in Navy Blue
- 1921 Keeping Step with the Union
- 1922 The Dauntless Battalion
- 1922 The Gallant Seventh[9]
- 1923 March of the Mitten Men (Power and Glory)
- 1923 Nobles of the Mystic Shrine
- 1924 Ancient and Honorable Artillery Company
- 1924 Marquette University March
- 1924 The Black Horse Troop
- 1925 The National Game
- 1925-1926 Universal Peace
- 1926 Old Ironsides
- 1926 Sesqui-Centennial Exposition March
- 1926 The Gridiron Club
- 1926 The Pride of the Wolverines
- 1927 Magna Charta
- 1927 Riders for the Flag
- 1927 The Atlantic City Pageant
- 1927 The Minnesota March
- 1928 Golden Jubilee
- 1928 New Mexico
- 1928 Prince Charming
- 1928 University of Nebraska
- 1929 Daughters of Texas
- 1929 Foshay Tower Washington Memorial
- 1929 La Flor de Sevilla
- 1929 The Royal Welch Fusiliers (No. 1)
- 1929 University of Illinois
- 1930 George Washington Bicentennial
- 1930 Harmonica Wizard
- 1930 The Legionaires
- 1930 The Royal Welch Fusiliers (No. 2)
- 1930 The Salvation Army
- 1930-1931 The Wildcats (Salute to Kansas)
- 1930 Untitled march
- 1931 A Century of Progress
- 1931 Kansas Wildcats
- 1931 The Aviators
- 1931 The Circumnavigators Club
- 1931 The Northern Pines
- 1932 Library of Congress
- March, "Who’s Who in Navy Blue"[10]

#### Ouvertures
- 1877 Rivals
- 1886 Tally-Ho!
- 1886 Vautour (Sans Souci)
- 1914 The Lambs' Gambol

#### Instrumentale solo's
- 1879 La Reine d'Amour, voor cornet en harmonieorkest
- 1885 Belle Mahone, voor saxofoon en harmonieorkest

#### Suites
- 1893 The Last Days of Pompeii
  1. In the House of Burbo and Stratonice
  2. Nydia (Nydia the Blind Girl)
  3. The Destruction (The Destruction of Pompeii and Nydia's Death)
- 1895 Three Quotations
  1. The King of France with Twenty-Thousand men/Marched up the hill, and then down again.
  2. I, Too, Was Born in Arcadia
  3. In Darkest Africa
- 1902 Looking Upward
  1. By the Light of the Polar Star[11]
  2. Beneath the Southern Cross[12]
  3. Mars and Venus[13]
- 1904 At the King's Court
  1. Her Ladyship, the Countess
  2. Her Grace, the Duchess
  3. Her Majesty, the Queen
- 1909 People Who Live in Glass Houses
- 1910 Dwellers of the Western World
  1. The Red Man
  2. The White Man
  3. The Black Man
- 1911 Tales of a Traveler
  1. The Kaffir on the Karoo
  2. In the Land of the Golden Fleece
  3. Grand Promenade at the White House (ook bekend als: "New Year's Reception at the White House", "Grand Festival March")
  4. Easter Monday on the White House Lawn (in plaats van: "Grand Promenade..." in 1928)
- 1920 Camera Studies
- 1922 Impressions at the Movies
  1. The Serenaders
  2. The Crafty Villain and the Timid Maid
  3. Balance All and Swing Partners
- 1922 Leaves from My Notebook
  1. The Genial Hostess
  2. The Campfire Girls
  3. The Lively Flapper
- 1925 Cubaland
  1. Under the Spanish Flag
  2. Under the American Flag
  3. Under the Cuban Flag

#### Andere werken
- 1890 The Chariot Race
- 1891 Sheridan's Ride
- La Reine de la Mer, wals[14]
- Presidential Polonaise[15]

### Muziektheater

#### Operettes
| Voltooid in | titel                                                    | aktes      | première                               | libretto                                                       |
| ----------- | -------------------------------------------------------- | ---------- | -------------------------------------- | -------------------------------------------------------------- |
| 1879        | Katherine                                                | 3 aktes    |                                        | Wilson S. Vance                                                |
| 1879-1882   | The Smugglers                                            | 2 aktes    | 1882, Washington, D.C.                 | Wilson S. Vance, naar Francis C. Burnand, «The Contrabandista» |
| 1881        | Florine                                                  | onvoltooid |                                        | Mary A. Denison                                                |
| 1882-1883   | Désirée                                                  | 2 aktes    | 1884, Washington, D.C.                 | Edward M. Taber, naar John M. Morton, «Our Wife»               |
| 1885        | The Queen of Hearts; ook bekend als: Royalty and Roguery | 1 akte     | 1886, Washington D.C.                  | Edward W. Faber                                                |
| 1888        | The Wolf                                                 | 3 aktes    |                                        | van de componist                                               |
| 1893        | The Devil's Deputy                                       | onvoltooid |                                        | J. Cheever Goodwin                                             |
| 1895        | El Capitan                                               | 3 aktes    | 20 april 1896, Boston, Tremont-Theatre | Charles Klein en Tom Frost                                     |
| 1897        | The Bride Elect                                          | 3 aktes    | 1897, New Haven (Connecticut)          | van de componist                                               |
| 1898        | The Charlatan; ook bekend als: The Mystical Miss         | 3 aktes    | 1898, Montreal                         | Charles Klein                                                  |
| 1899        | Chris and the Wonderful Lamp                             | 3 aktes    | 1899, New Haven (Connecticut)          | Glen MacDonough                                                |
| 1905        | The Free Lance                                           | 2 aktes    | 1906, Springfield (Massachusetts)      | Harry B. Smith                                                 |
| 1909        | The American Maid; sinds 1913: The Glass Blowers         | 3 aktes    | 1913, Rochester (New York)             | Leonard Liebling                                               |
| 1915        | The Irish Dragoon                                        | 3 aktes    |                                        | Joseph W. Herbert, naar Charles Lever, «Charles O'Malley»      |
| 1915        | The Victory                                              | onvoltooid |                                        | Ella Wheeler Wilcox                                            |

#### Schouwspel
- 1875 The Phoenix, ook: Bohemians and Detectives of John Bludso, toneelmuziek - tekst: Milton Nobles

## Media
|  |                                                               |
|  | The Liberty Bell van John Philip Sousa (1893) (download·info) |

1. ↑  de:John Philip Sousa
2. ↑  Transit of Venus March
3. ↑  Semper fidelis door de United States Marine Band "The President's Own" o.l.v. Colonel John R. Bourgeois (gearchiveerd)
4. ↑  The High School Cadets
5. ↑  Manhattan Beach March door de United States Marine Band "The President's Own" o.l.v. Colonel John R. Bourgeois (gearchiveerd)
6. ↑  King Cotton door de United States Marine Band "The President's Own" o.l.v. Colonel John R. Bourgeois
7. ↑  The Invincible Eagle door de United States Marine Band "The President's Own" o.l.v. Colonel John R. Bourgeois (gearchiveerd)
8. ↑  Pathfinder of Panama
9. ↑  The Gallant Seventh door de United States Marine Band "The President's Own" o.l.v. Colonel John R. Bourgeois (gearchiveerd)
10. ↑  March, "Who’s Who in Navy Blue" door de United States Marine Band "The President's Own" o.l.v. Colonel John R. Bourgeois (gearchiveerd)
11. ↑  Looking Upward suite, 1e deel "By the Light of the Polar Star" door de United States Marine Band "The President's Own" o.l.v. Colonel John R. Bourgeois (gearchiveerd)
12. ↑  Looking Upward suite, 2e deel "Beneath the Southern Cross" door de United States Marine Band "The President's Own" o.l.v. Colonel John R. Bourgeois (gearchiveerd)
13. ↑  Looking Upward suite, 3e deel "Mars and Venus" door de United States Marine Band "The President's Own" o.l.v. Colonel John R. Bourgeois (gearchiveerd)
14. ↑  La Reine de la Mer door de United States Marine Band "The President's Own" o.l.v. Colonel John R. Bourgeois (gearchiveerd)
15. ↑  Presidential Polonaise door de United States Marine Band "The President's Own" o.l.v. Colonel John R. Bourgeois (gearchiveerd)

- Bibsys: 90230924
- Biblioteca Nacional de España: XX897038
- Bibliothèque nationale de France: cb138999412 (data)
- CiNii: DA07719392
- Gemeinsame Normdatei: 119291525
- International Standard Name Identifier: 0000 0001 0854 5601
- Library of Congress Control Number: n79122078
- Nationale Bibliotheek van Letland: 000036663
- MusicBrainz: c4ca9930-556d-470a-b5b9-a25d12aad9e9
- National Archives and Records Administration: 10583033
- Bibliotheek van het Japanse parlement: 00457206
- Nationale Bibliotheek van Tsjechië: mzk2003182603
- Nationale bibliotheek van Australië: 35513452
- Nationale Bibliotheek van Israël: 987007276069705171
- Nationale Bibliotheek van Polen: a0000001604325
- Nationale en Universitaire bibliotheek Zagreb: 000053657
- Nederlandse Thesaurus van Auteursnamen: 070497281
- Réseau des bibliothèques de Suisse occidentale: 02-A003850535
- Istituto Centrale per il Catalogo Unico: LO1V168453
- LIBRIS: 290132
- SNAC: w6qw49mm
- Système universitaire de documentation: 080733700
- Trove: 980416
- Virtual International Authority File: 197714
- WorldCat: E39PBJwxH8cwDVKdkfyGfFDcyd